# Trident Lake
Trident Lake är en sjö i Antarktis. Den ligger i Östantarktis. Australien gör anspråk på området. Trident Lake ligger 18 meter över havet. Den ligger vid sjöarna  Tassie Lake och Club Lake.
I övrigt finns följande vid Trident Lake:
- Tassie Lake (en sjö)